# 707-я пехотная дивизия
707-я пехотная дивизия — тактическое соединение сухопутных войск вооружённых сил нацистской Германии периода Второй мировой войны. 
Активно использовалось гитлеровцами в контрпартизанских действиях на территории Белоруссии в 1941—1942 годах.

## Формирование и боевой путь
Сформирована в мае 1941 года, с августа 1941 года — на Восточном фронте. 15-я волна формирования. В ходе реализации операции «Барбаросса» относилась к дивизиям резерва Главного командования Сухопутных войск.
Насчитывала около 5000 человек, офицерский состав был укомплектован большим количеством резервистов. Сохранились сведения, что средний возраст рядового состава был значительно старше 30, средний возраст командира роты — 42 года, средний возраст командира батальона — 53. Материальная часть дивизии испытывала острую нехватку транспортных средств, что делало практически невозможной оперативную переброску её частей на угрожаемые направления.
В июле 1944 года уничтожена в группе армий «Центр».

## Командиры
- генерал-майор Густав фрайхерр фон Маухенхайм-Бехтольдшайм (3 мая 1941 — 22 февраля 1943),
- генерал-лейтенант Ханс фрайхерр фон Фалькенштейн (22 февраля 1943 — 25 апреля 1943),
- генерал-лейтенант Вильгельм Русвурм (25 апреля 1943 — 1 июня 1943),
- генерал-лейтенант Рудольф Бузих (1 июня 1943 — 3 декабря 1943),
- генерал-майор Александр Конради (3 декабря 1943 — 12 января 1944),
- генерал-лейтенант Рудольф Бузих (12 января 1944 — 15 мая 1944),
- генерал-майор Густав Гир (15 мая 1944 — 27 июня 1944) (взят в плен)[2].